# Château de Mesagne
Le château de Mesagne, aussi appelé château  Orsini del Balzo, est une forteresse médiévale située au centre historique de la commune de Mesagne, province de Brindisi dans les Pouilles,.

## Historique
Vraisemblablement, il existait déjà à l'époque byzantine (XIe siècle), mais la construction d'un Castrum Medianum n'est attestée qu'en 1062, année de l'invasion normande, à Robert Guiscard.

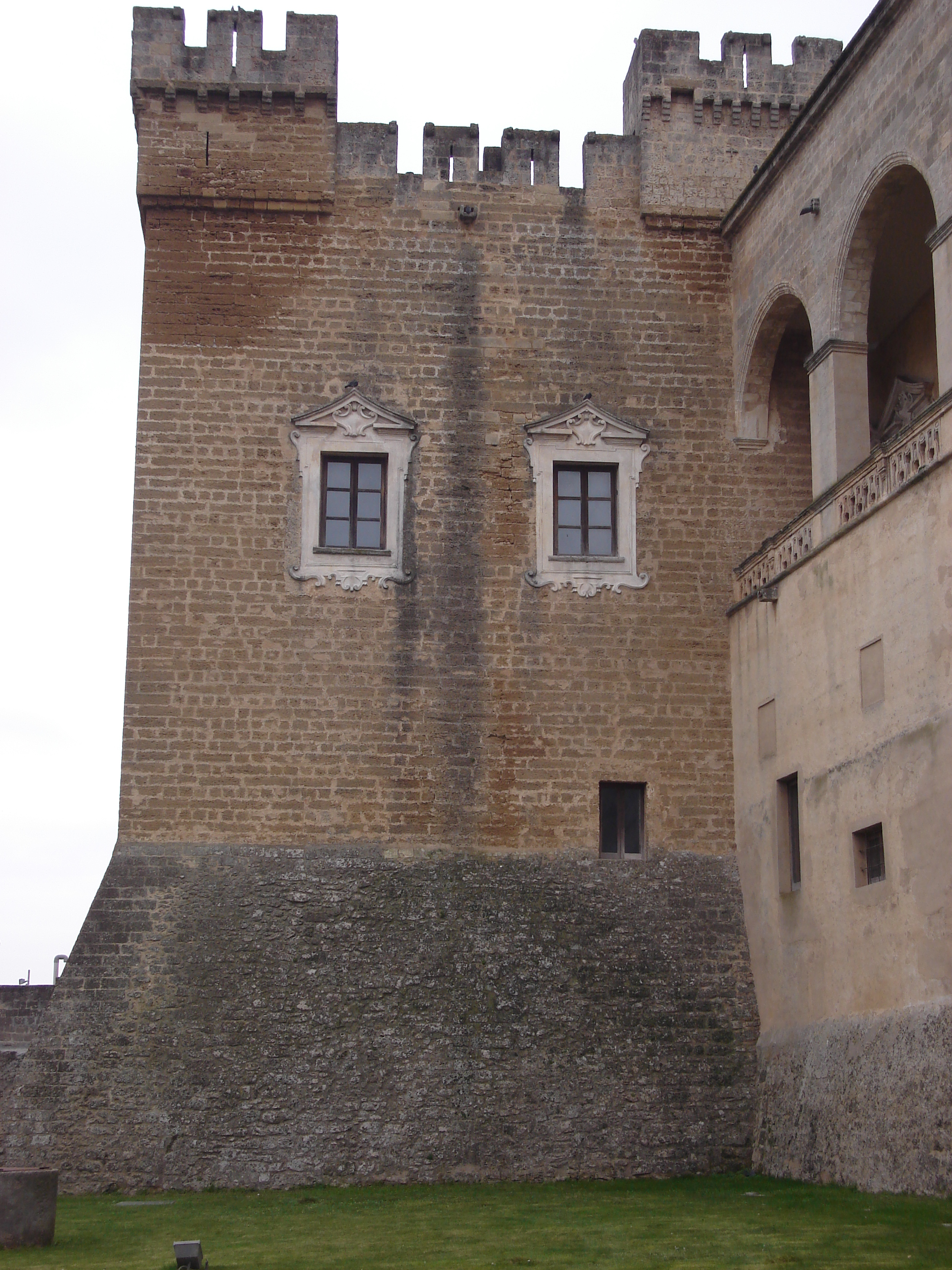
Le donjon.

En 1195, le castrum de Mesagne fut donné aux chevaliers teutoniques. Sous le règne de Frédéric II le souabe, l'entretien du château fut confié exclusivement aux habitants du village. Vers 1430, le château fut entièrement rénové par Giovanni Antonio Orsini del Balzo, responsable de l'aménagement du donjon. D'autres modifications furent apportées au XVIIe siècle par Giovanni Antonio Albricci, prince de Mesagne, et, en 1750, en raison des dommages subis lors du séisme du 20 février 1743 à Nardò. Sous le marquis Barretta, les murs dangereux furent donc démolis, les fenêtres de la tour furent modifiées et les arcs du premier étage furent ouverts. En raison du tremblement de terre, le Polledro, une tourelle qui surplombait le donjon, fut démoli. Entre les XVIIe et XVIIIe siècles, d'autres modifications furent apportées par la famille Imperiali et les Granafei, qui en firent leur résidence.
Depuis 1973, le château appartient à la commune, qui y a réalisé des travaux de restauration en 1995. À l'intérieur se trouve le Museo civico archeologico Ugo Granafei (it).

## Description
La partie la plus ancienne de la structure est la tour normande, de plan quadrangulaire avec des encorbellements et des créneaux au sommet. On y trouve encore les meurtrières, utilisées à l'époque pour lancer des projectiles et des boulets de canon. Au 
XVIe siècle, des fenêtres baroques furent ajoutées, la tour étant transformée en demeure noble, avec le reste du château. La structure du château est rectangulaire, très modifiée à l'époque baroque.

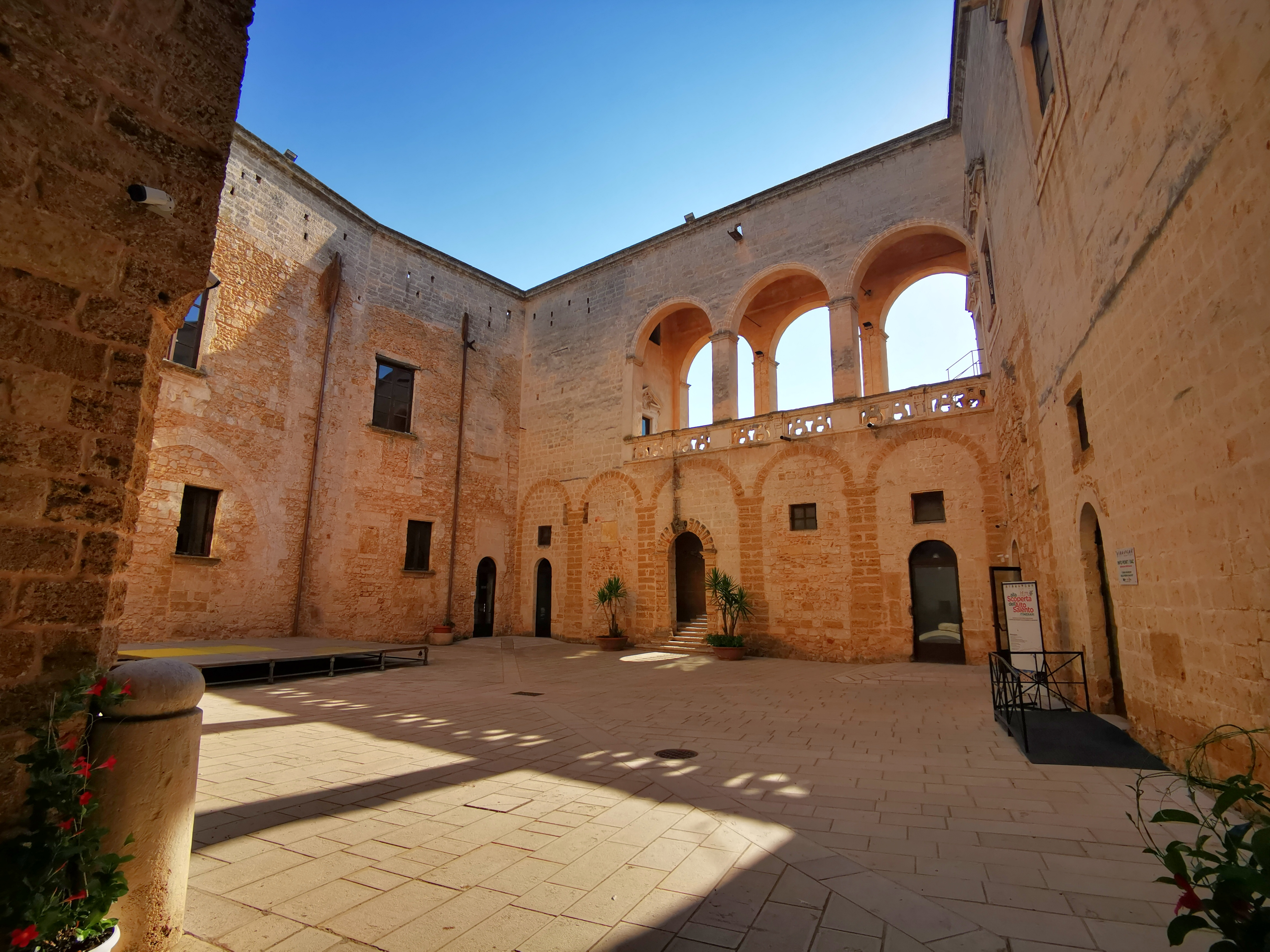
La cour intérieure.

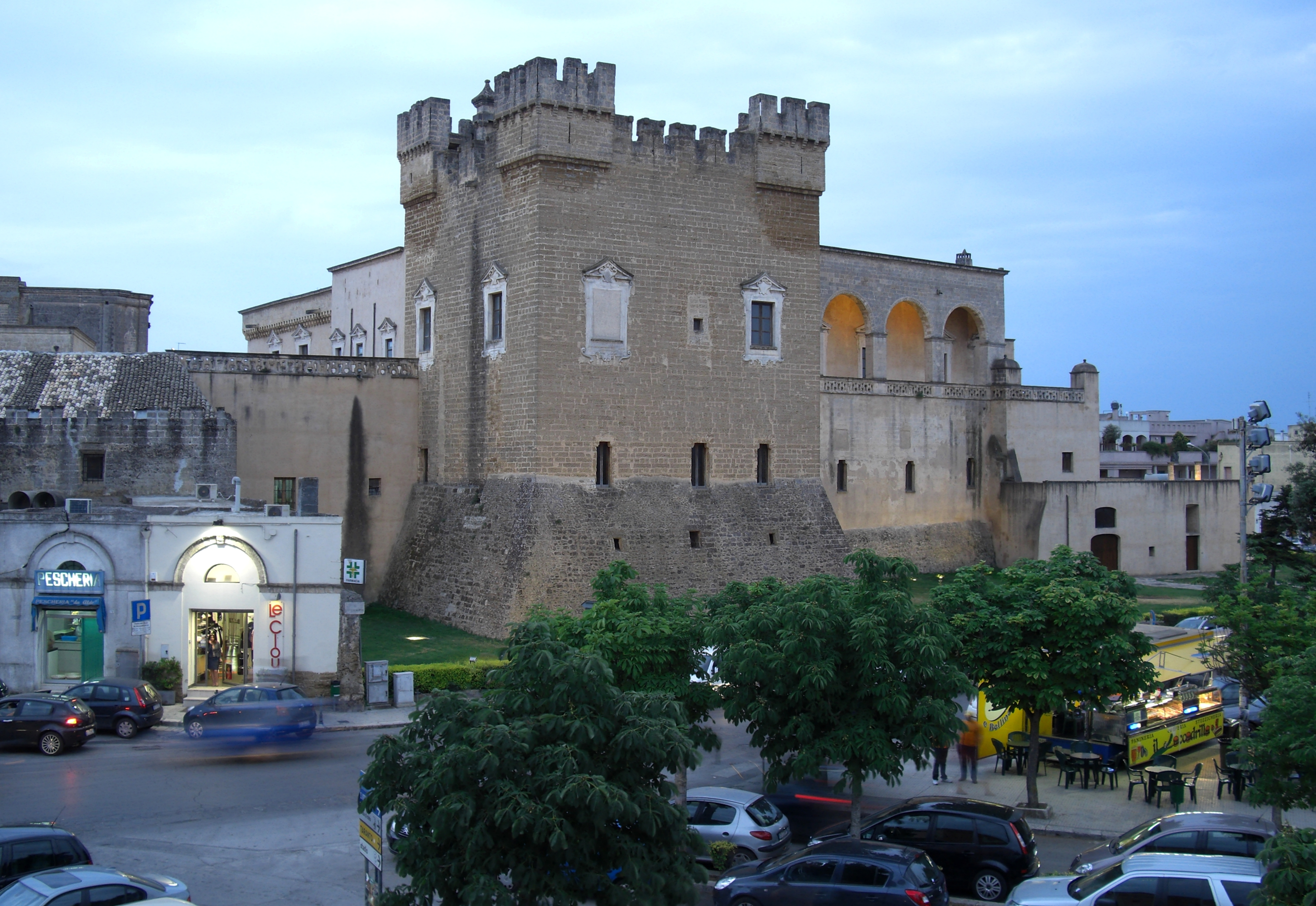
L'entrée

Le château a amors perdu son aspect d'origine, prenant celui d'une demeure noble fortifiée, avec des portails en pierre de taille. Dans l'atrium, deux sorties existent pour collecter l'eau de pluie et il existait autrefois un puits avec un abreuvoir. Depuis l'atrium, on accédait au hangar, à un entrepôt et à l'écurie. L'élégante loggia la surplombe, construite en 1661 par le prince Giannantonio Albricci, comme en témoigne une mosaïque au sol. Grâce à un projet de restauration, les glacières, pièces souterraines recouvertes de bois pour assurer une bonne isolation thermique, ont été récupérées. La glace extraite des Murge de Tarente y était stockée. Il y avait deux caves à neige, l'une sous le plancher de la pièce située à gauche de l'entrée principale et l'autre sous la salle d'exposition actuelle, du côté nord-ouest du château. Au pied de la tour se trouve la prison, composée de six cellules et accessible par deux escaliers raides ou par un étroit escalier en colimaçon. Les cellules du côté nord comportent de petites fenêtres, visibles à la base de la tour. Dans le château se trouvent six réservoirs à huile, dont quatre contenaient à l'origine environ 100 000 litres  et deux ont été construits plus tard. Chaque citerne est recouverte au fond de calcaire imperméable et au sommet de carparo (it) ou de travertin, des matériaux poreux qui suggèrent de ne remplir que jusqu'à un certain niveau. Il y a des trous dans les murs pour l'échange d'air. Des portes ont été récemment ouvertes pour rendre les citernes visitables.
Un espace d'une importance considérable est la grande salle, où se tenaient autrefois les banquets et les réunions. La pièce est surmontée de fermes en bois, autrefois recouvertes d'un plafond de planches carrées, mais laissées plus tard apparentes. Les murs présentent plusieurs fresques avec des armoiries de familles nobles. À l'étage supérieur du château, il devait y avoir deux chapelles privées, dont l'une était située du côté nord, près de la salle de l'ambassade, tandis que l'autre se trouvait dans une petite pièce du côté sud de la grande salle. Dans cette petite salle, on peut voir des murs décorés de stucs et elle a peut-être été utilisée comme chapelle après le tremblement de terre de 1743 en remerciement à la Vierge du Mont-Carmel d'avoir échappé au danger.

## Galerie

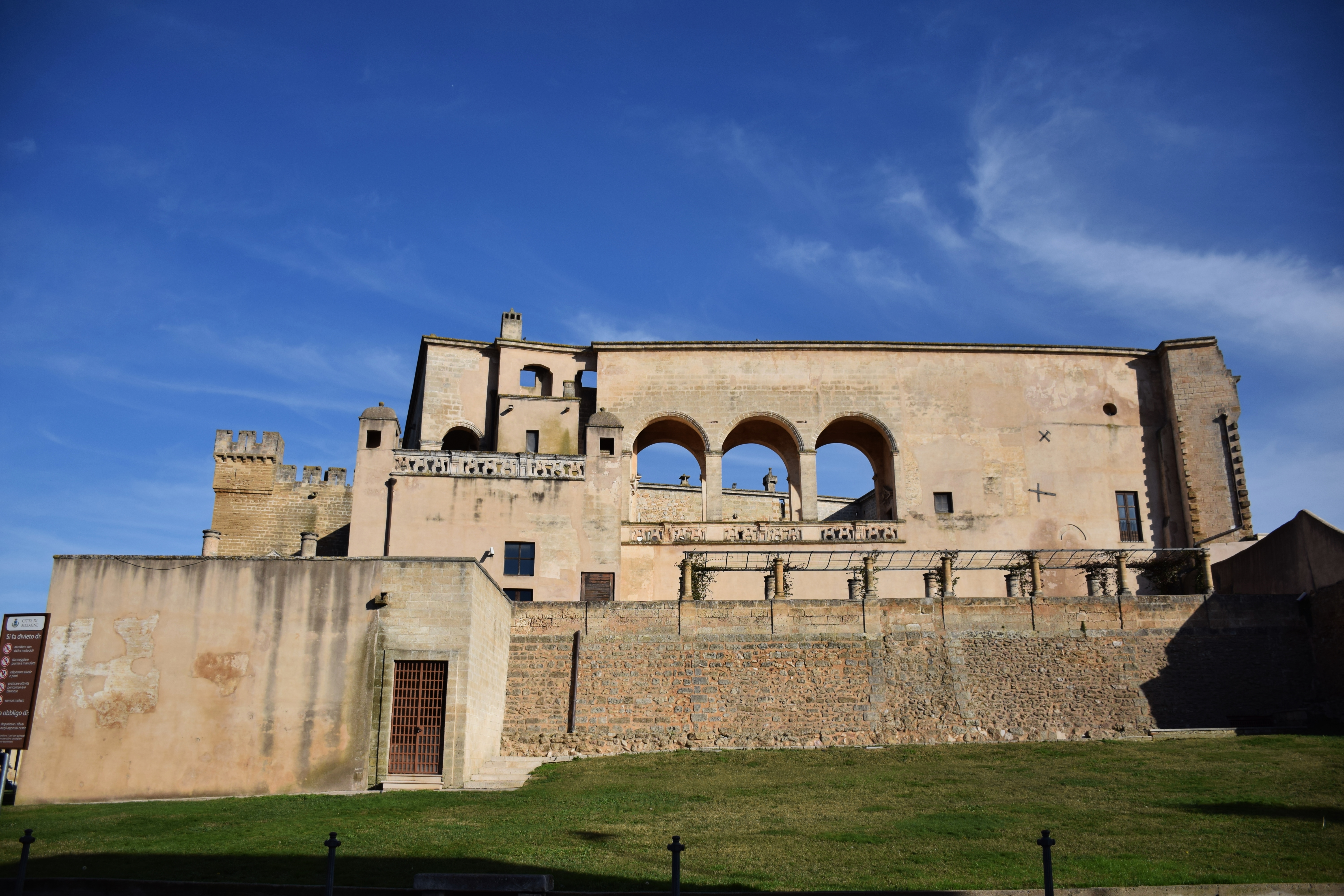
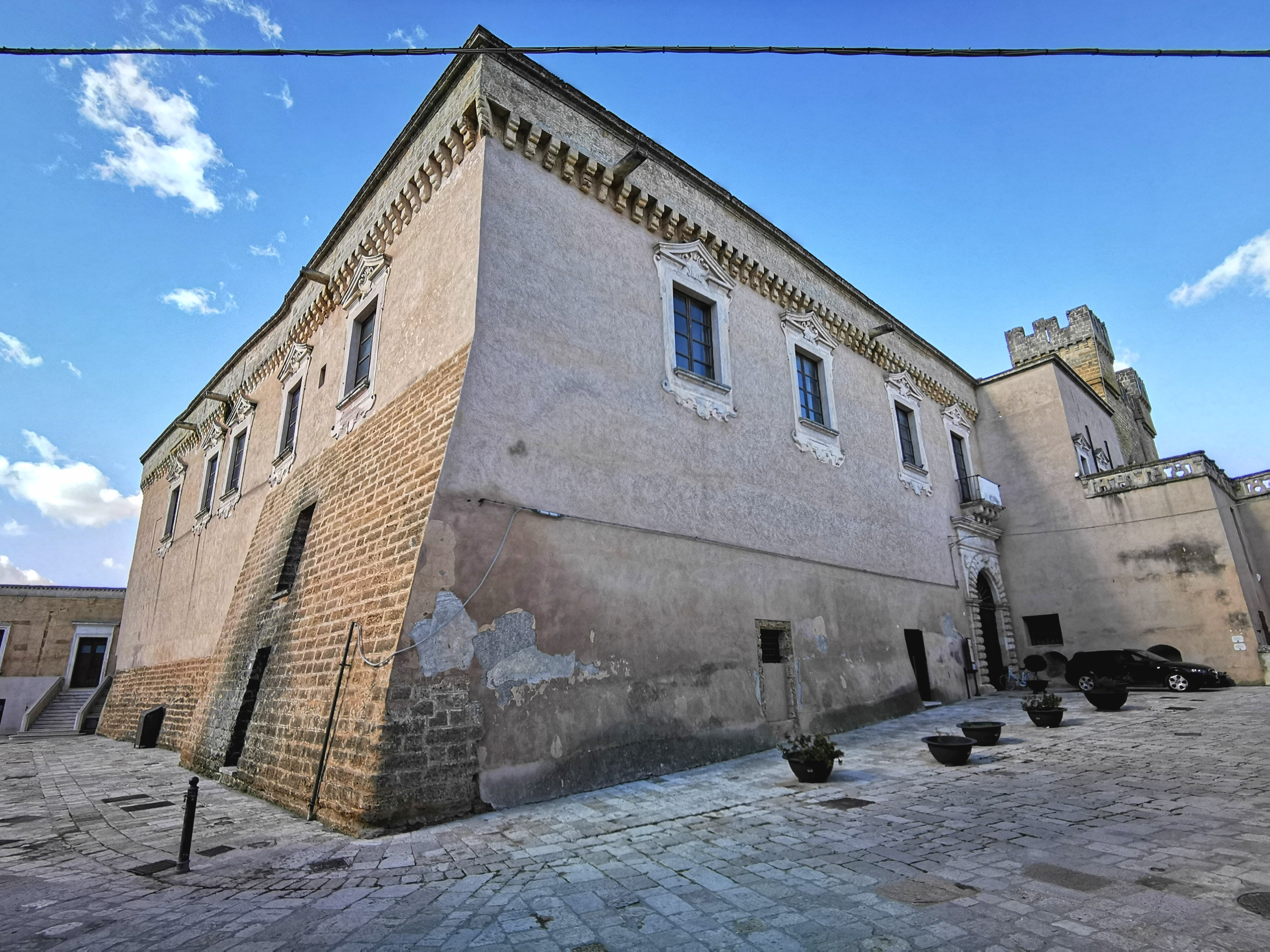
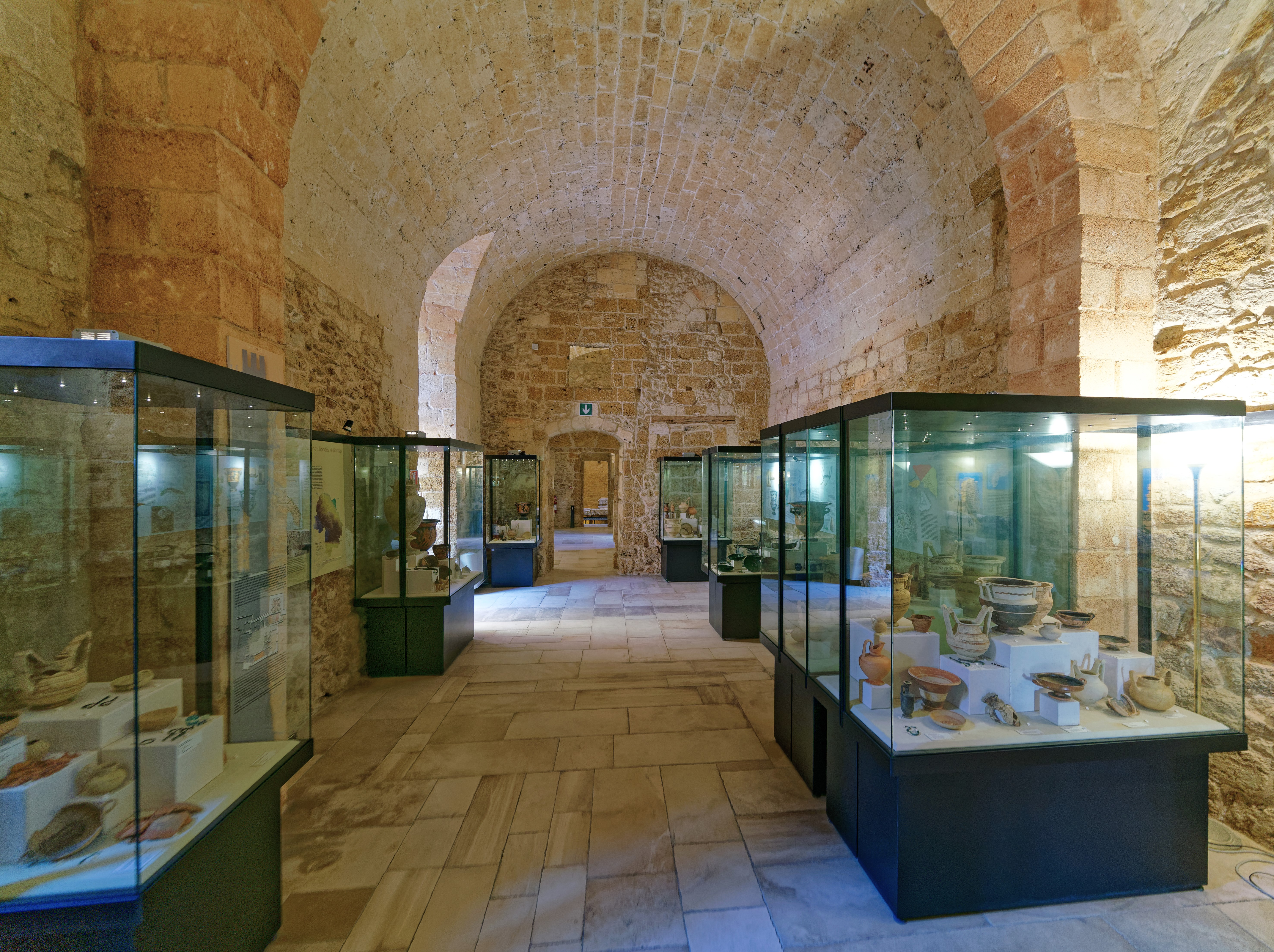
Le musée.
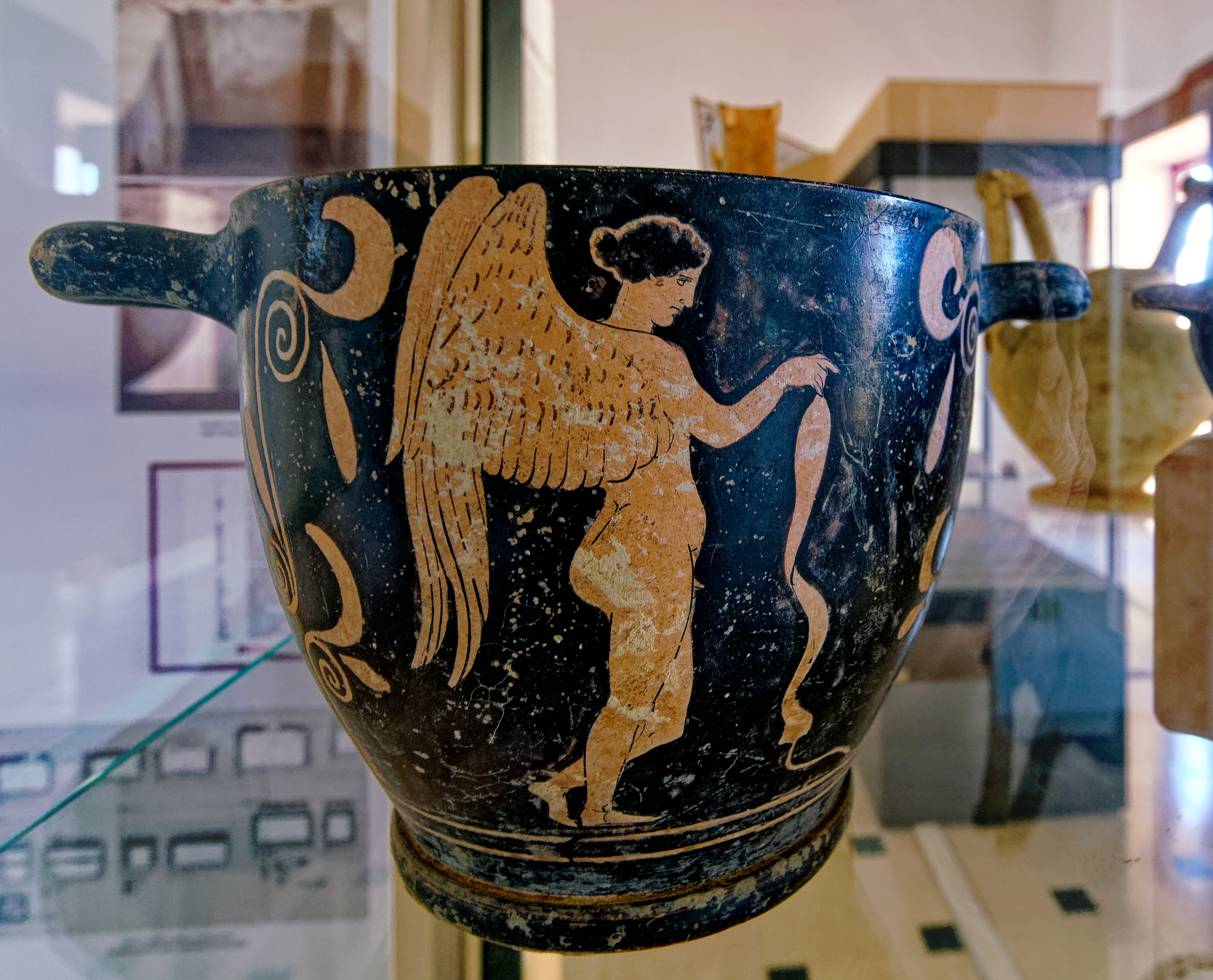
Le musée.